# Tandonia rara
Tandonia rara is een slakkensoort uit de familie van de Milacidae. De wetenschappelijke naam van de soort is voor het eerst geldig gepubliceerd in 1996 door Wiktor.